# 拉克雷什
拉克雷什（法語：La Crèche，法語發音：[la kʁɛʃ]）是法国德塞夫勒省的一个市镇，属于尼奥尔区。

## 地理
拉克雷什（46°21'39"N, 0°18'0"W）面积34.5 平方千米，位于法国新阿基坦大区德塞夫勒省，该省份为法国西部内陆省份，北起曼恩-卢瓦尔省，西接旺代省，南至夏朗德省和滨海夏朗德省，东临维埃纳省。
与拉克雷什接壤的市镇（或旧市镇、城区）包括：阿宰勒布吕莱、绍赖、谢尔沃、弗朗索瓦、武耶。

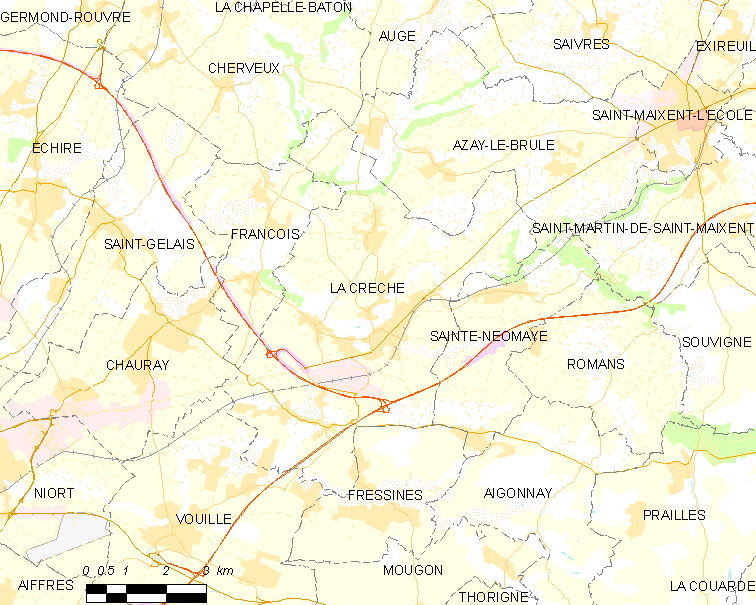
拉克雷什的OSM定位图

拉克雷什的时区为UTC+01:00、UTC+02:00（夏令时）。

## 行政
拉克雷什的邮政编码为79260，INSEE市镇编码为79048。

## 政治
拉克雷什所属的省级选区为圣迈克桑莱科勒县。

## 人口

1962-2008年间拉克雷什人口变化图示

拉克雷什于2022年1月1日时的人口数量为5681人。